# Eythar Gubara
Eythar Gubara arabe : ايثار جبارة, né en 1988 à Khartoum, au Soudan , est une photographe indépendante soudanaise et militante des droits de l'homme.

## Biographie

### Jeunesse et formation
Gubara nait à Khartoum, au Soudan, et passe son enfance à Atbara, une ville située à environ 200 km au nord de Khartoum. Après ses études secondaires, elle étudie l'informatique et travaille comme directrice des ventes.

### Carrière artistique
Autodidacte, elle commence la photographie, à l’âge de 20 ans. Elle contribue,dès lors, à plusieurs ateliers au centre culturel allemand local – Goethe-Institut – où elle rejoint d’autres photographes soudanais, qui développent leurs compétences techniques et artistiques. En tant que membre de ce groupe, elle participe également à plusieurs expositions à Khartoum, organisées par les centres culturels allemand et français.

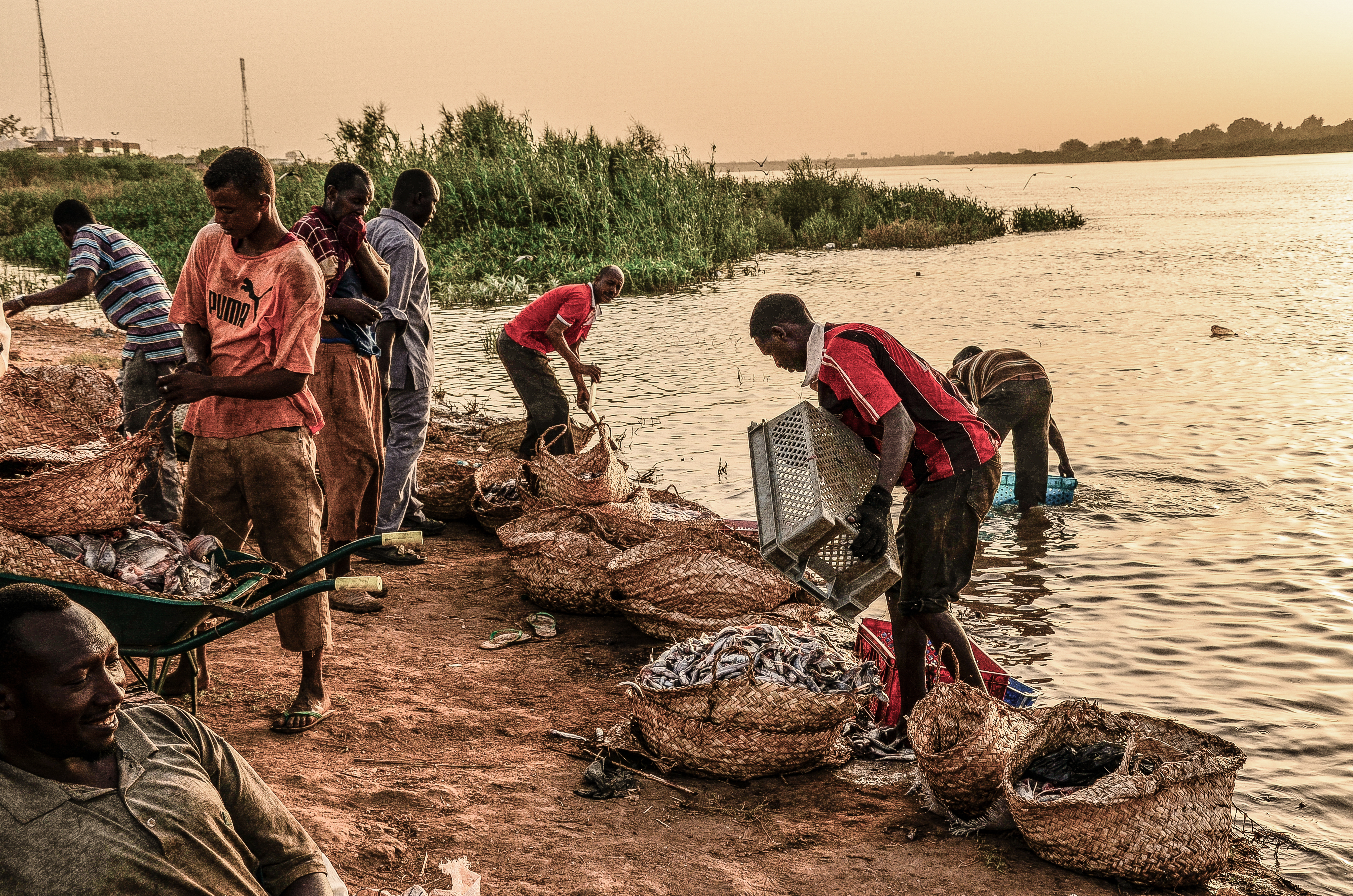
Pêche sur le Nil, par Eythar Gubara, 2014

Ses images illustrant l'engagement civique en faveur des droits de l'Homme, et plus particulièrement  sur la condition des femmes au Soudan, sont diffusées par des magazines Internet tels que l'organisation de défense des droits de l'homme Dawn MENA et par le Goethe-Institut Soudan.
De plus, Gubara apparaît en photo et est mentionné comme membre de l'équipe de l'artiste graffeur soudanais Assil Diab, posant devant une peinture murale fresque murale représentant un manifestant tué pendant la révolution, dans le reportage "Africa Week in Pictures" de la BBC News juillet 2019.
Depuis décembre 2019, Gubara vit en Allemagne et poursuit ses études et son travail de photographe à l'Université des Beaux-Arts de Hambourg, grâce à une bourse,. En juin 2020, le MOM Art Space de Hambourg présente son exposition personnelle The Third of June, reflétant à la fois les événements politiques à Khartoum avant le massacre de Khartoum, ainsi que des images de personnes vivant sous l'ancien gouvernement soudanais.
En 2021, elle figure parmi d’autres photographes soudanais contemporains dans le livre français Soudan 2019, année zéro . Ce livre sur les manifestations qui précède la chute du gouvernement militaire soudanais d'Omar el-Béchir, présente des récits et des images illustrant les différentes étapes ainsi que les personnes impliquées dans la révolution soudanaise jusqu'à la destruction de la zone dite de sit-in par les forces de sécurité, le 3 juin 2019.
Du 4 juillet au 26 septembre 2021, le festival de photographie Rencontres de la photographie d'Arles, dans le sud de la France, annonce une exposition sur la révolution soudanaise sous le titre « Thawra ! ثورة Revolution ! ». Il présente des images de Gubara et d'autres photographes soudanais tirées du livre Soudan 2019, année zéro,. Lors de ce festival, Gubara remporte le prix de la photographie Prix de la photo Madame Figaro – Arles 2021 pour son reportage photo « Kandakas can't be stops » par le magazine féminin français Madame Figaro, ce qui entraîne la commande d'un éditorial photo de mode pour le magazine,,. À la suite de cela, ses photos du mannequin sénégalais Samb Fatou sont publiées, le 1er juillet 2022.
En collaboration avec le Festival du Film et Forum International sur les Droits Humains (FIFDH), le Musée international de la Croix-Rouge et du Croissant-Rouge à Genève, invite Gubara à une discussion de masterclass sur le Genre et la Diversité le 8 mars 2022.
Elle est principalement connue pour ses images documentaires sur la vie quotidienne au Soudan et sur les événements de la révolution soudanaise. Dans son travail, elle accorde une attention particulière aux images des femmes ainsi qu’à la diversité sociale au Soudan.